# Oktaedrisk geometri
Oktaedrisk geometri er en molekylær geometri med koordinationstalet 6. Oktaedriske molekyler kan ideelt skrives som AX6, hvor A angiver centralatomet og X angiver identiske substituenter. Bindingsvinklen er 90° og dipolmomentet er 0. I de tilfælde hvor ikke alle substituenter (X) er identiske kan oktaedriske molekyler udvise isomeri.
| Kemi | Spire Denne artikel om kemi er en spire som bør udbygges. Du er velkommen til at hjælpe Wikipedia ved at udvide den. |